# Porto de Rio Grande
O Porto de Rio Grande é um porto localizado na margem direita do canal do Norte, que liga a Lagoa dos Patos ao Oceano Atlântico, no município de Rio Grande, no estado do Rio Grande do Sul, no Brasil. A barra do porto é mantida aberta graças a dois molhes construídos na boca do canal de acesso.
No ano de 2009, o Porto movimentou cerca de 150 milhões de toneladas, o equivalente a 3% de toda a movimentação nacional, fazendo, deste porto, o terceiro principal porto do Brasil.

## Origem
As atividades portuárias na localidade remontam a 1737, ano da fundação da cidade, contudo o início da construção do Porto Velho do Rio Grande data de 1869 e sua inauguração aconteceu em 11 de outubro de 1872. Em 2 de junho de 1910, começou a implantação do Porto Novo, que entrou em operação em 15 de novembro de 1915, com a entrega ao tráfego dos primeiros 500 metros de cais.

## Administração
O porto pertence à União, mas sua administração e exploração foi concedida, em 1997, ao estado do Rio Grande do Sul, que o faz por meio da Superintendência do Porto de Rio Grande (SUPRG), autarquia estadual vinculada a sua Secretaria de Logística e Transportes. 
A SUPRG também fazia a administração e exploração do Porto de Pelotas, Porto de Porto Alegre e Porto de Cachoeira do Sul.
Desde 2017, além destes portos, a SUPRG administrava todo o sistema hidroportuário gaúcho.
Em 2021, a SPURG foi extinta, sendo sucedida pela Portos RS, uma empresa pública com o papel de autoridade portuária [en] dos portos do Rio Grande do Sul.
A Portos RS também agregou as funções da antiga Superintendência de Portos e Hidrovias (SPH), um órgão do governo estadual sulriograndense. Sua antiga denominação era Departamento Estadual de Portos, Rios e Canais (DEPREC).
A empresa Wilson, Sons possui a concessão para operar o Tecon Rio Grande, terminal de contêineres do porto, por 25 anos.

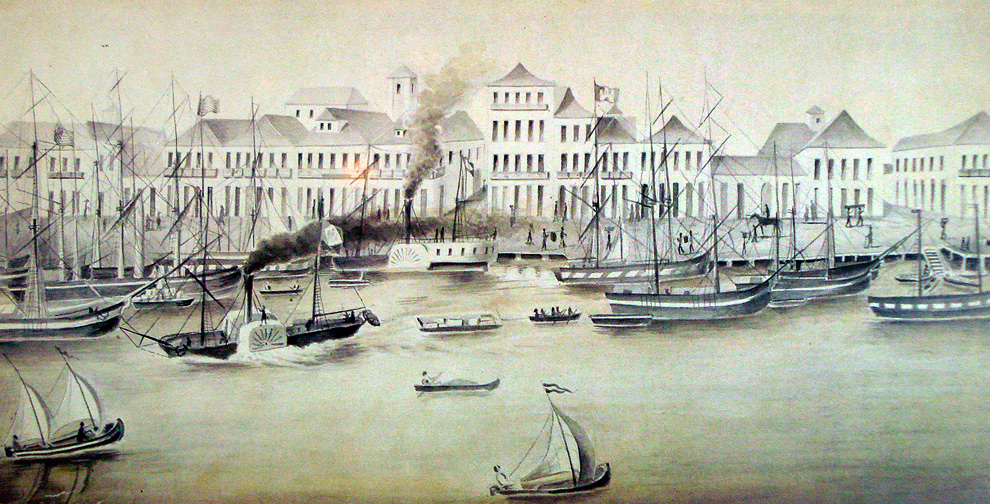
Herrmann Rudolf Wendroth: O porto de Rio Grande em 1851

## Área de influência
Compreende os estados do Rio Grande do Sul e de Santa Catarina, o Uruguai, o sul do Paraguai e o norte da Argentina.

## Fluxo de cargas
No ano de 2000, o Porto de Rio Grande movimentou no cais 13 805 097 toneladas de cargas e, fora do cais, 67 377 toneladas, que responderam, respectivamente, por 99% e 1% do total do porto, 13 872 474 toneladas e no ano de 2018 a movimentação total foi de 42.966.813 toneladas.